# Terceira batalha de Gaza

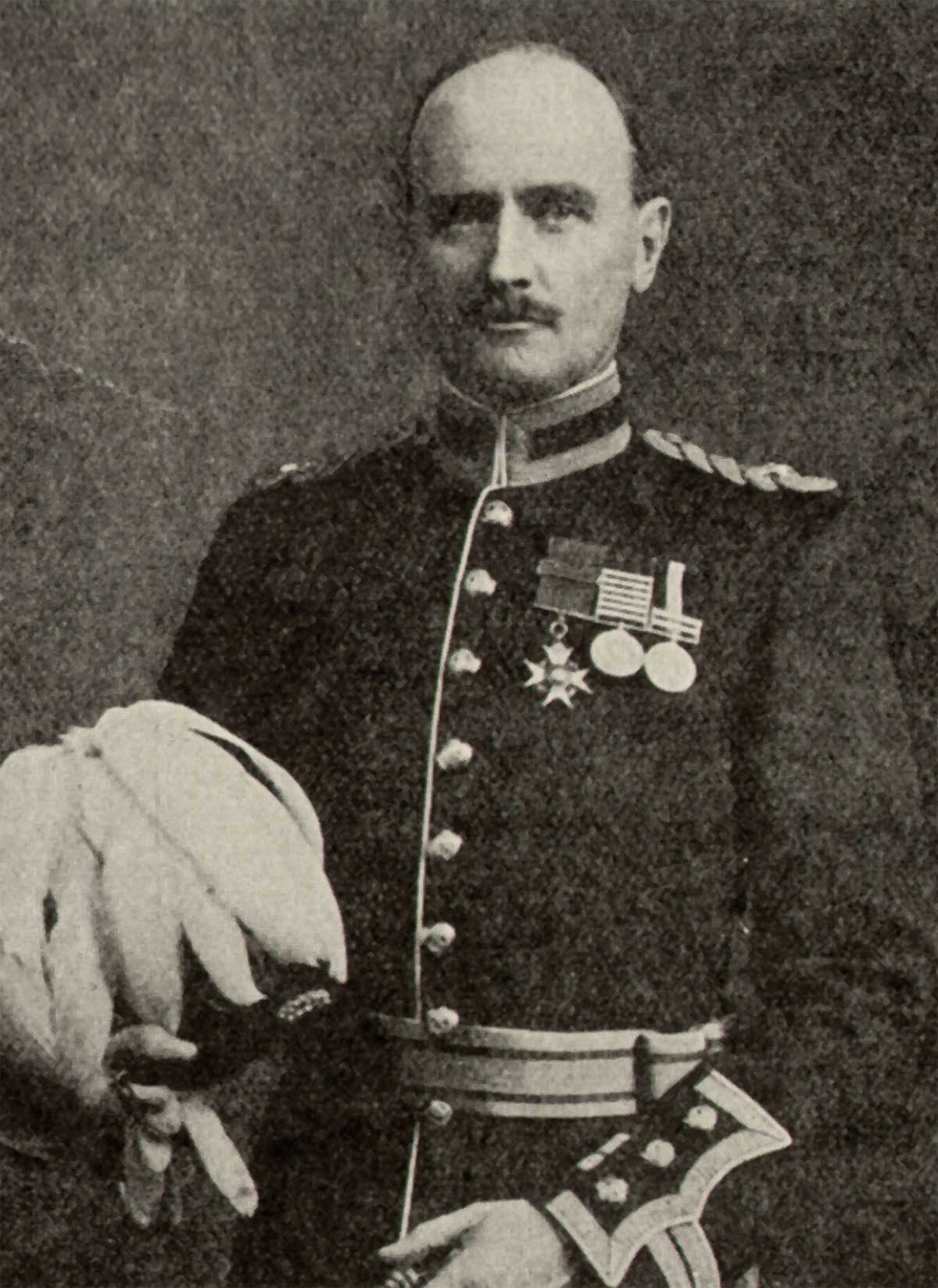
Sir Edmund Allenby, comandante da Força expedicionária egípcia

A Terceira Batalha de Gaza foi travada em 1917 no sul da Palestina durante a Primeira Guerra Mundial. As forças do Império Britânico sob o comando do general Edmund Allenby com sucesso romperam a linha defensiva Otomana de Gaza - Bersebá. O momento crítico da batalha foi a captura da cidade de Bersebá, no primeiro dia por unidades da Australian Light Horse.

## Antecedentes
Desde janeiro de 1916, a campanha britânica no Egito e na Palestina tinha sido da responsabilidade do general Sir Archibald Murray, comandante da Força Expedicionária Egípcia (EEF, em inglês). Ele havia forçado suas forças através do deserto do Sinai e construído uma linha férrea e uma canalização de água doce vinda do Canal de Suez para apoiar uma base de operações no extremo sul da Palestina, ao sul de Gaza. Sob a direção de seu subordinado, o general Charles Dobell, duas tentativas foram feitas para capturar Gaza, em 26 de Março (Primeira Batalha de Gaza) e 19 de Abril (Segunda Batalha de Gaza). 
Ambos terminaram como falhas dispendiosas e os dois lados chegaram a um impasse. Murray tinha sido um defensor entusiasta da ofensiva na Palestina, uma atitude que contribuiu para sua queda, porque o Ministério da Guerra britânico, que anteriormente não estavam dispostos a comprometer recursos para um teatro menor da guerra, estavam agora ansiosos pelos resultados. O fracasso de Murray e Dobell no cumprimento de suas promessas motivou o Ministério da Guerra a mudar o comando da EEF. Em 28 de junho de 1917 Geral Edmund Allenby, ex-comandante do Terceiro Exército britânico na França, assumiu o comando de Murray. Dobell foi removido mas não substituído e Allenby assumiu o controle direto sobre todas as operações futuras.

## Prelúdio

### O plano
Em maio de 1917, o tenente-general Chetwode, que sucedera Dobell, escreveu suas Notas sobre a Campanha Palestina que se tornou o modelo para a ofensiva eventual britânica e foi fundamental para seu sucesso. Ao assumir o comando no campo de batalha em julho, Allenby decidiu implementar muitas das recomendações feitas no relatório. Havia paridade em números entre os britânicos e forças otomanas. Os ingleses tinham uma artilharia superior, mais apoio naval enquanto forças otomanas ocupava uma posição extremamente defensável, porém os ingleses eram superiores em quantidade e qualidade de tropas montadas. Consequentemente Chetwode rejeitou a sugestão de renovar os ataques frontais de infantaria em Gaza. Pois mesmo que esta fosse capturada, qualquer avanço norte estaria ameaçado por forças otomanas no flanco oriental.
O ponto mais fraco na linha Otomana estava em seu flanco esquerdo (leste) em Bersebá, a cerca de 48 km da costa.
Os otomanos acreditavam que seria impossível montar operações de grande escala por causa da escassez de água na região, então uma divisão foi considerada suficiente para a sua defesa. Chetwode, no entanto, viu o seu valor militar; era o único setor que oferecia uma boa chance de um avanço e, atacando os flancos Otomanos, os britânicos poderiam ameaçar e cercar forças otomanas em Gaza, interrompendo o transporte ferroviário e rotas de abastecimento da estrada.

## Ordem de batalha

### Britânicos
As forças à disposição de Allenby eram:
- Corpo XX (Reino Unido) (comandado pelo tenente-general Philip Chetwode)
  - British 10a Divisão Irlandesa
  - British 53a Divisão Galesa
  - British 60a (2/2nd Londres) Divisão
  - British 74a Divisão (Yeomanry)
  - Corpo XXI (Reino Unido) (comandado pelo tenente-general Edward Bulfin)
  - British 52a (Lowland) Divisão
  - British 54a (East Anglian) Divisão
  - British 75a (Territorial & Indian) Division
- Corpo Montado do Deserto (comandada pelo tenente-general Henry George Chauvel
  - Australian and New Zealand Mounted Divisão (Divisão Montada ANZAC)
  - Divisão Montada Australiana
  - Divisão Montada British Yeomanry
  - 7a Brigada Montada
  - Brigada Imperial de camelos

### Otomano
A defesa da Palestina era de responsabilidade do Oitavo Exército otomano sob o comando do general alemão Friedrich Freiherr von Kressenstein Kress. Apesar das vitórias anteriores sobre os ingleses, a moral e o estado das tropas otomanas eram ruins. Havia escassez de rações para as tropas, munições, transportes e forragem para alimentar os animais, e deserção era abundante. A principal frente Otomana neste momento era a Mesopotâmia, onde uma força alemã liderada sob o comando do ex-Chefe do Estado-Maior alemão (arquiteto da Batalha de Verdun), o general Erich von Falkenhayn, estava empreendendo uma expedição para recuperar Bagdá dos britânicos.
Pouco antes da ofensiva britânica, as forças otomanas foram submetidas a uma reorganização com a formação do Oitavo Exército Otomano para operar no sul Palestina.
O Oitavo Exército foi dividido em dois corpos e continha 9 divisões de infantaria e uma divisão de cavalaria. Mais uma divisão, a XX, ainda não tinha chegado no momento da batalha. A defesa de Gaza era da responsabilidade de divisões na linha da frente (53a, 3a e 54a de leste a oeste) e duas em reserva (7a e 19a). A leste de Gaza, o Corpo XXII era mais disperso com as divisões 26a e 16a se estendendo do Atawineh para Hareira e da Divisão de 27a defendendo Bersebá na extrema esquerda (leste) do flanco.

## Batalha

### Bersebá

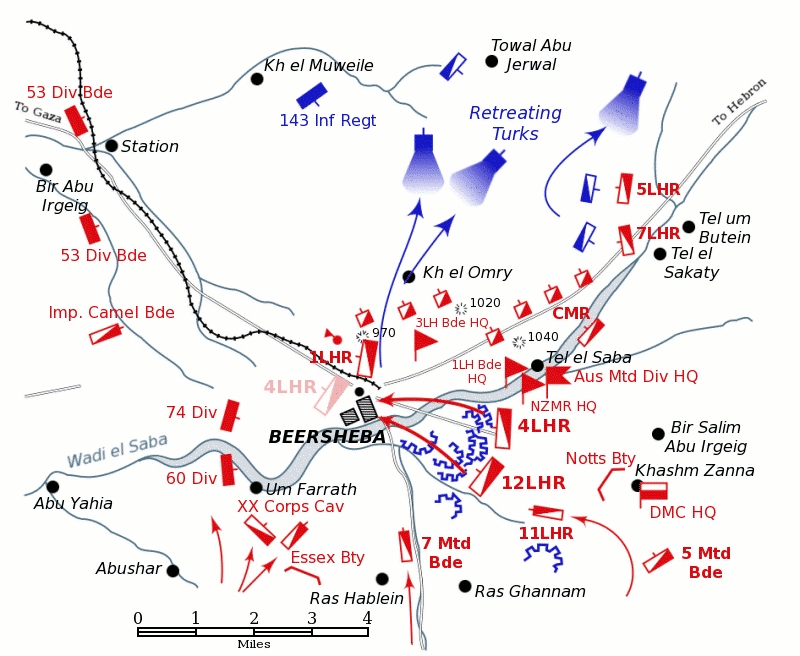
Posições em Bersebá, ao anoitecer em 31 de Outubro

O sucesso da ofensiva britânica dependia da captura de Bersebá no primeiro dia. Em um ataque combinado, a infantaria do XX Corpo atacou a cidade do oeste, enquanto as tropas montadas do Corpo Montado do Deserto cercou a cidade e atacou o sul, leste e norte. A primeira fase do ataque da infantaria, para capturar postos na orla da cidade, foi realizada sem problemas. Os britânicos tinham esmagadora superioridade de artilharia, que foi usada para atingir as trincheiras otomanas e contra a artilharia de apoio as forças otomanas.
O ataque cavalaria começou com tentativas de capturar os postos otomanas ao leste de Bersebá.
Chauvel ordenou que IV brigada de cavalaria australiana de fazer o ataque. O IV e o XII regimentos da brigada, formada em três linhas cobriram as 6,4 km de terreno aberto através de estilhaços e fogo de metralhadora, a audácia de seu ataque de cavalaria confundiu os defensores otomanos.
A resistência otomana em Bersebá rapidamente entrou em colapso. Foram feitos muitos prisioneiros e mais importante as forças otomanas conseguiu destruir apenas dois dos dezessete poços de água. Além disso, dois reservatórios contendo 90 000 galões (410 m³) cada foram capturados intactos.
A escassez de água ao norte de Bersebá obrigou Allenby, a conselho de Chetwode e Chauvel, atrasar o lançamento da próxima fase da batalha, até 6 de Novembro. Embora as forças otomanas tivessem sido expulsas de Bersebá, elas não tinham sido desalojadas do resto da linha de defesa.

### Gaza
Na manhã de 7 de Novembro, o XXI Corpo de tropas britânico fez a sua grande ofensiva em Gaza, atacando a partir das dunas de areia a leste e do oeste contra o ponto forte de Ali Muntar que tinha sido o foco de tanta luta durante a primeira batalha de Gaza. Nesta ocasião, todos os objetivos foram capturados com relativa facilidade.
Com a ala esquerda rompida, em 7 de Novembro os turcos foram expulsos de Gaza. Naquele dia o XXI corpo britânico ocupou a cidade.
A linha de defesa de Gaza-Bersebá foi completamente invadida e 12 mil soldados otomanos foram capturados ou se renderam. No entanto, o sacrifício da retaguardas Otomana atrasou os britânicos e salvou o exército do cerco e destruição.
O avanço britânico continuou, e em 9 de dezembro capturaram Jerusalém.